# Allozelotes
Allozelotes Yin & Peng, 1998 è un genere di ragni appartenente alla famiglia Gnaphosidae.

## Distribuzione
Le quattro specie note di questo genere sono diffuse in Cina.

## Tassonomia
Non sono stati esaminati esemplari di questo genere dal 2012.
Attualmente, ad aprile 2015, si compone di quattro specie:
- Allozelotes dianshi Yin & Peng, 1998 — Cina
- Allozelotes lushan Yin & Peng, 1998[2] — Cina
- Allozelotes microsaccatus Yang et al., 2009 — Cina
- Allozelotes songi Yang et al., 2009 — Cina